# Maritim Seebrücke Timmendorfer Strand
Die Maritim Seebrücke Timmendorfer Strand ist eine Seebrücke über die Ostsee in Timmendorfer Strand. Sie wurde am 20. September 2024 als Ersatzneubau eröffnet.

## Neubau

### Konstruktion
Die Maritim Seebrücke reicht rund 250 Meter in die Ostsee und bietet dabei einen Rundweg von 427 Meter Länge über dem Meer. In der Draufsicht kann ihre Form mit der einer ausgeworfenen Schlinge beschrieben werden. Der vom Berliner Ingenieurbüro Schlaich Bergermann Partner erstellte Brückenentwurf hatte sich 2016 in einem EU-weiten Wettbewerb zum Brückenneubau in Timmendorfer Strand durchgesetzt.

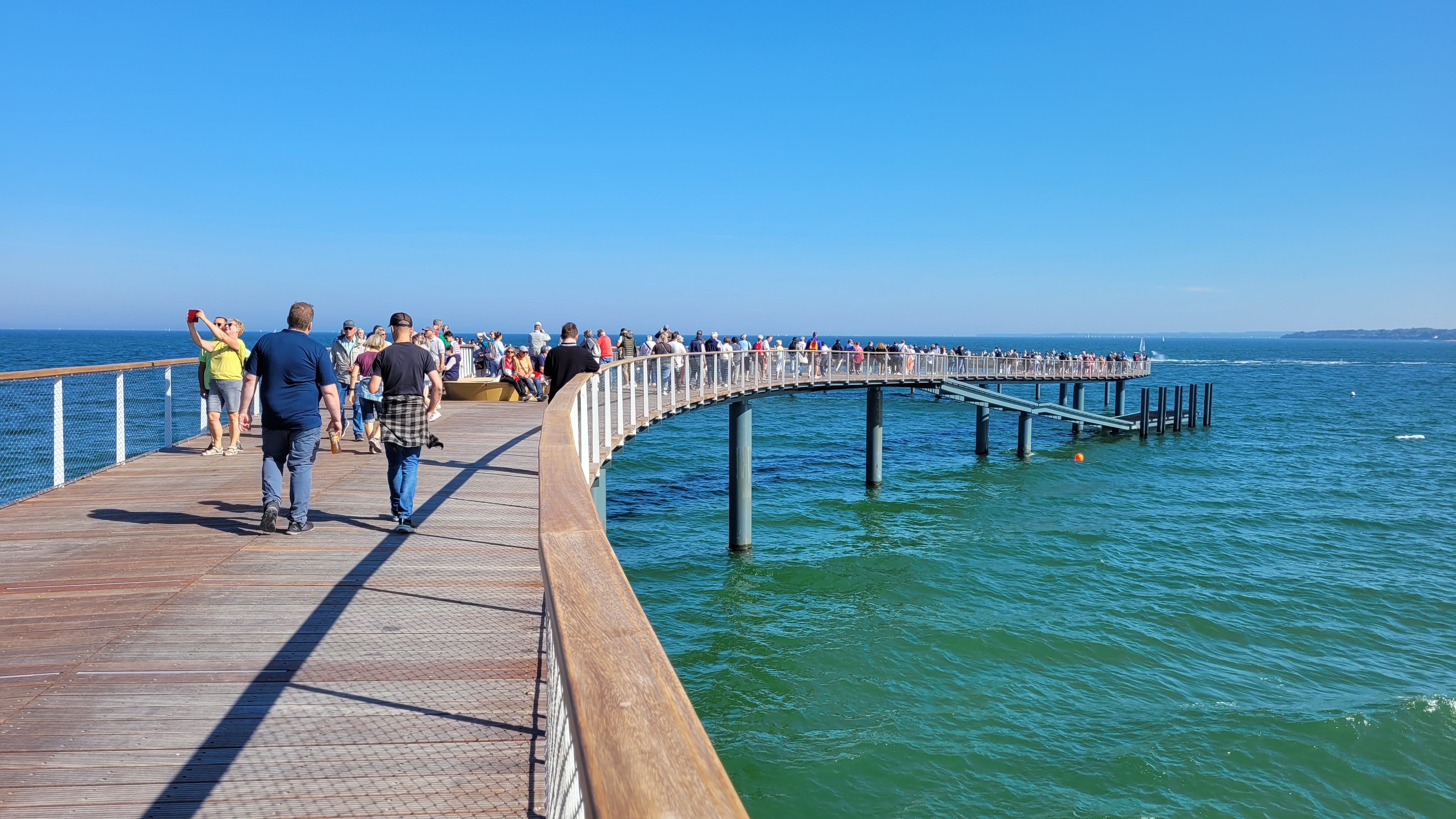
Blick auf Verzweigung und Anleger für Bäderschifffahrt

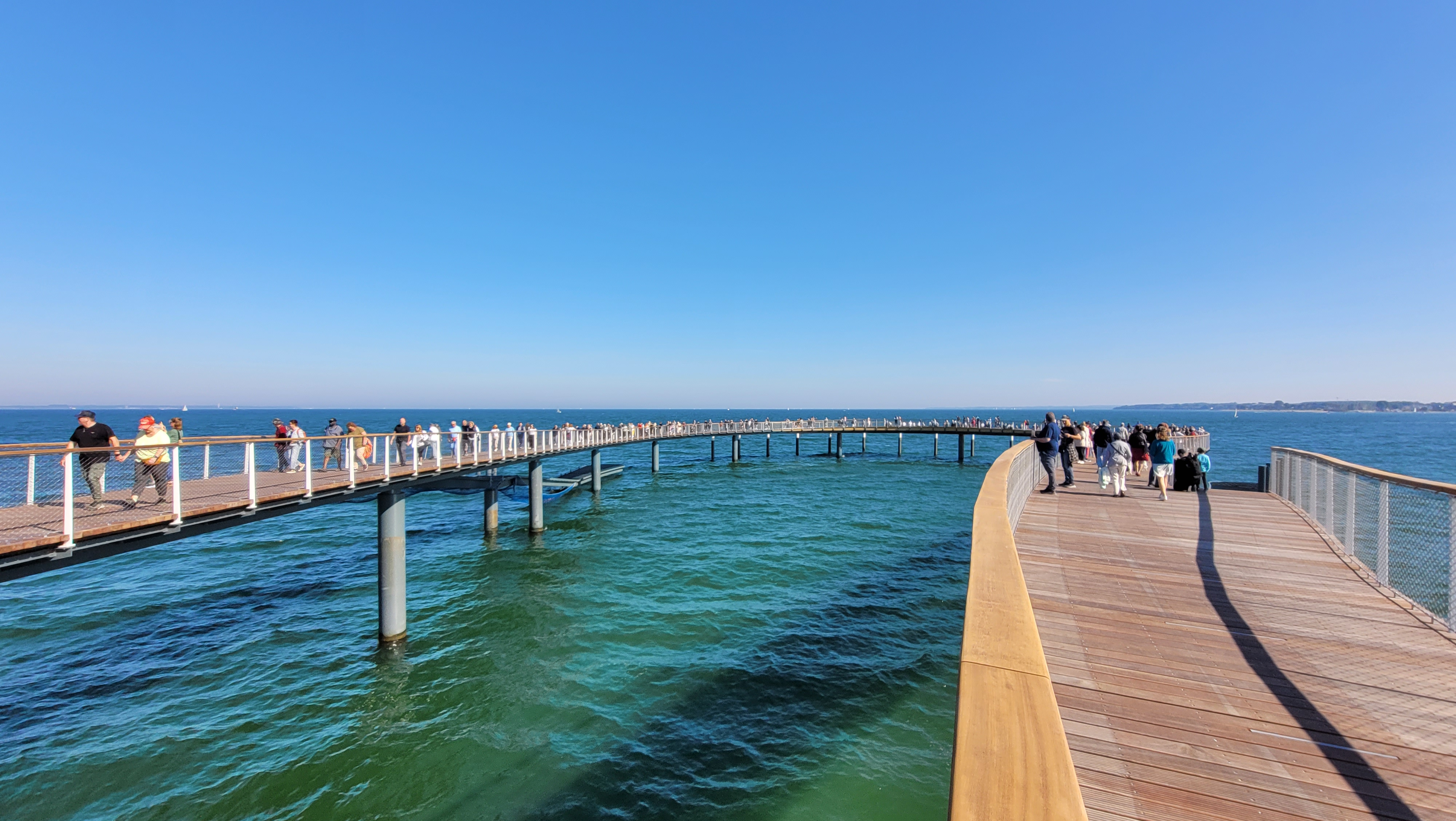
Blick auf die Brückenspitze

Das für eine Lebensdauer von 100 Jahren ausgelegte integrale Brückentragwerk besteht aus einem fugenlosen Stahlhohlkasten mit seitlichen Stahlkragarmen, der unmittelbar an die – bis zu 22 Meter tief in den Meeresboden gerammten – Stahlstützen angeschweißt ist. Dadurch ist eine sehr robuste, dauerhafte und wartungsarme Konstruktion entstanden.
Der Stahlhohlkasten überspannt 23 Brückenfelder mit Regelspannweiten von 20 Metern und ist schließlich in einem unter dem Brückenvorplatz gelegenen Widerlager aus Stahlbeton eingespannt. Das mit Sand überschüttete und nicht mehr einsehbare Widerlager ist auf acht Stahlrammpfählen tiefgegründet und ermöglicht aufgrund seiner Steifigkeit einen fugen- und übergangskonstruktionslosen Brückenzugang. Die gesamte mit bis zu acht Zentimeter dicken Bongossi-Holzbohlen ausgelegte und begehbare Fläche der Brücke beträgt 1.863 m² (ohne Anleger und deren Zugangsrampen). Die Brücke besitzt zwei etwa 20 Meter lange Anleger, einen für die lokale Bäderschifffahrt und einen für Sportboote.
Das Brückengeländer ist mit einem Holzhandlauf und einer Füllung aus einem Edelstahlseilnetz ausgeführt. Die Brücke wird in der Nacht durch in regelmäßigen Abständen in den Holzbelag eingelassenen nach oben gerichteten Linienleuchten beleuchtet.
Die gesamten Baukosten der Brücke betrugen 11,8 Millionen Euro, wobei 7,9 Millionen Euro vom Land und knapp 4 Millionen Euro von der Gemeinde getragen werden.

### Bauausführung
Der Bau der neuen Maritim Seebrücke begann 2022, nachdem die alte Seebrücke 2021 abgebrochen worden war.

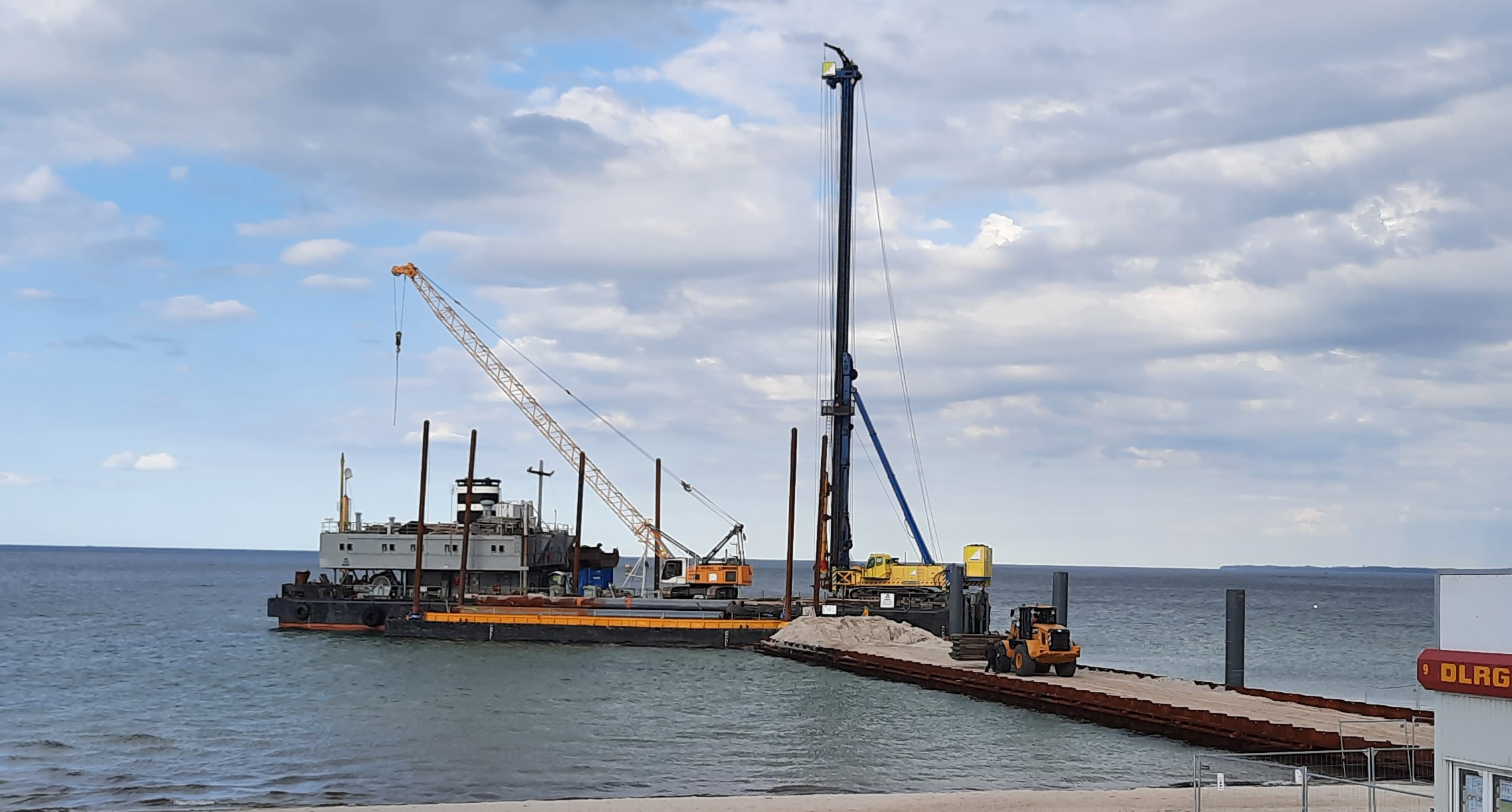
Mai 2022: Rammung der neuen Brückenpfeiler
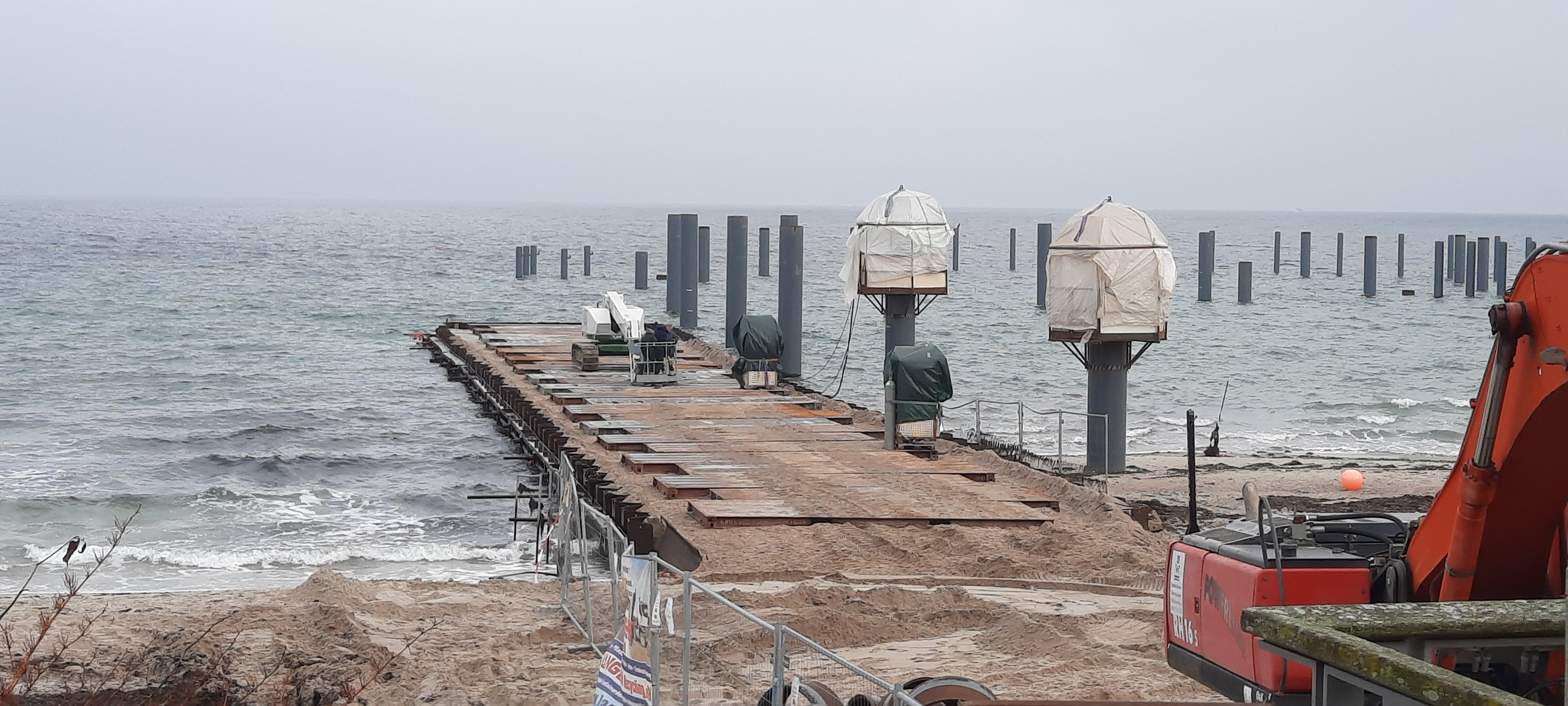
Dezember 2022: Gerammte neue Brückenpfeiler
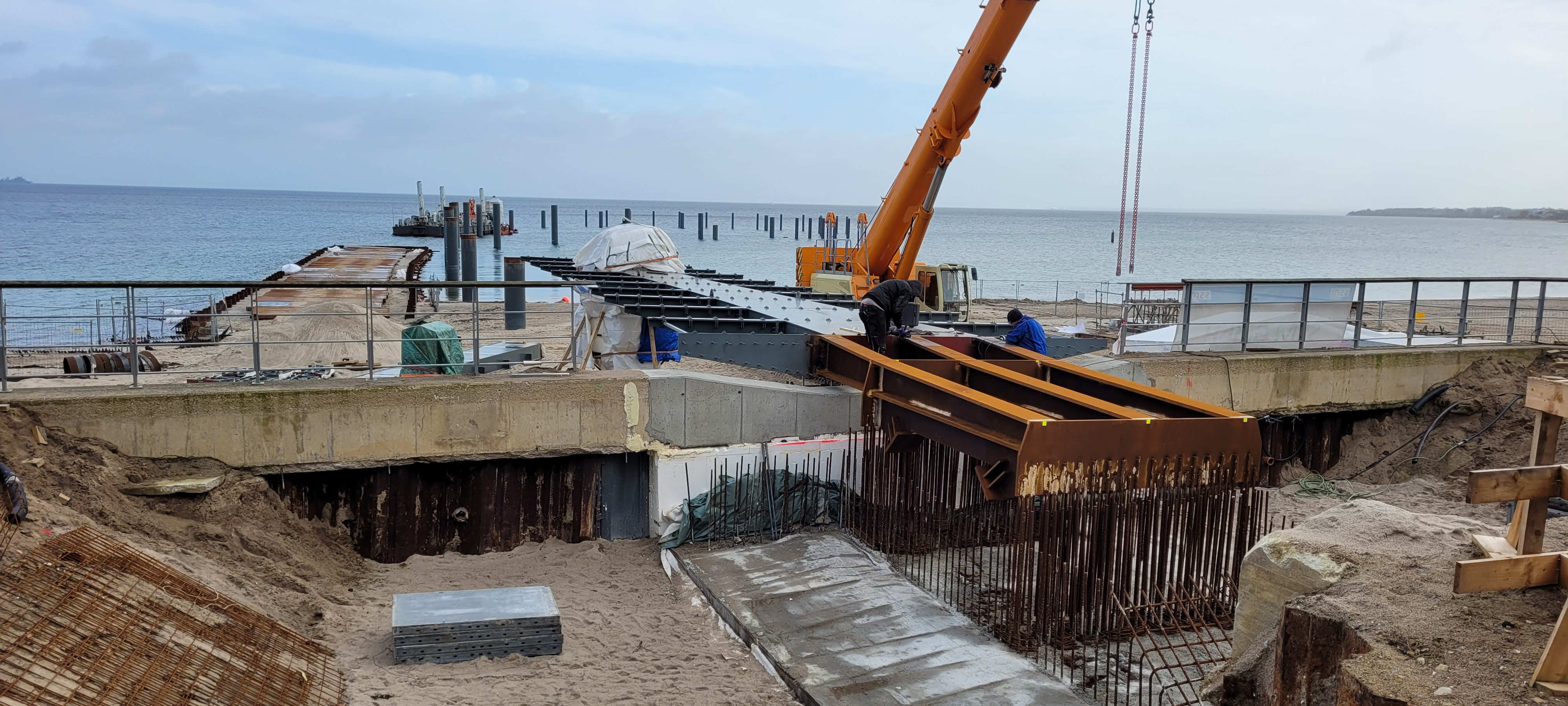
Februar 2023: Der Stahlüberbau wird in das Widerlager unter dem Brückenvorplatz eingespannt
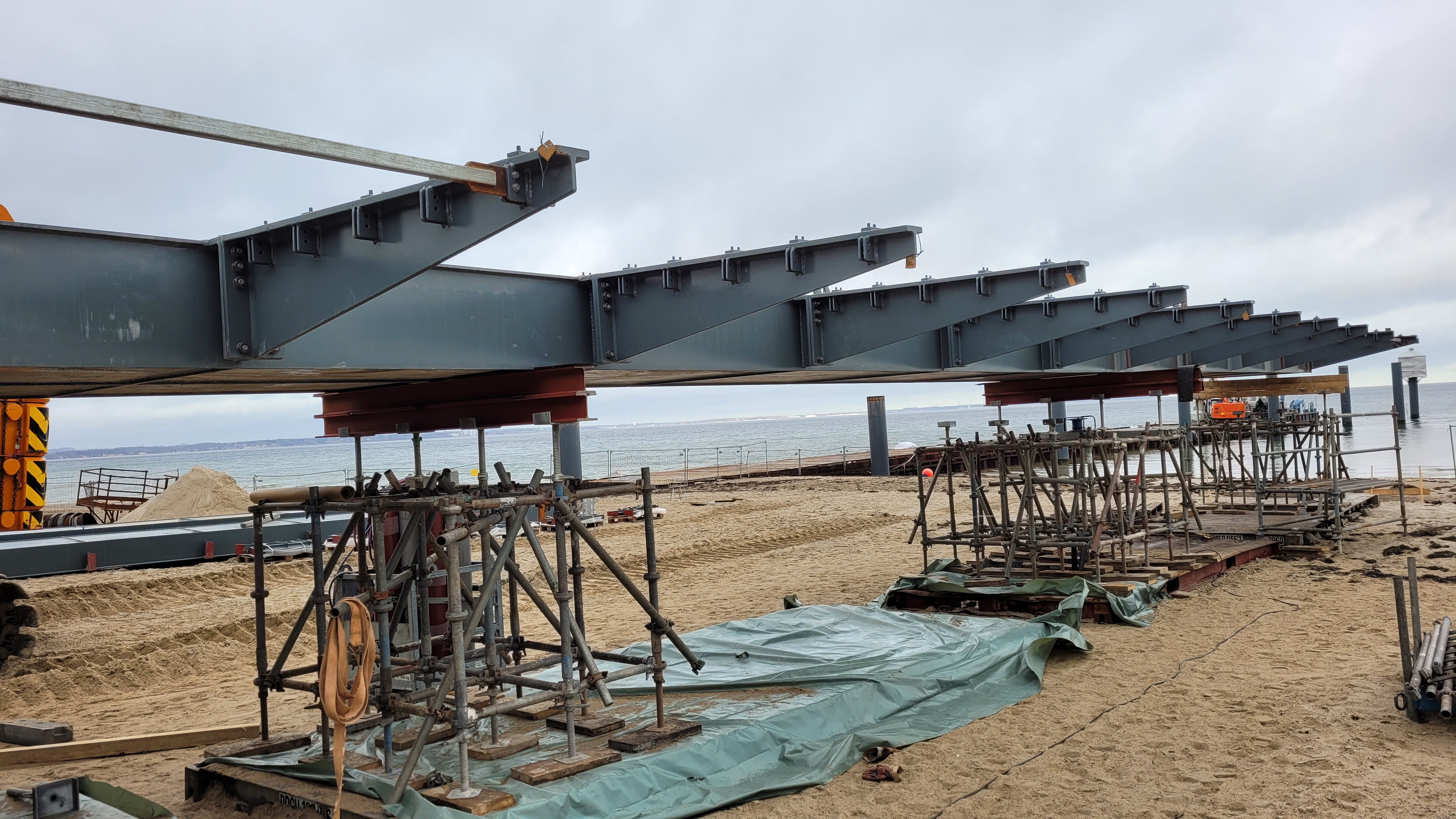
Februar 2023: Ein Stahlhohlkastensegment auf dem Vormontageplatz
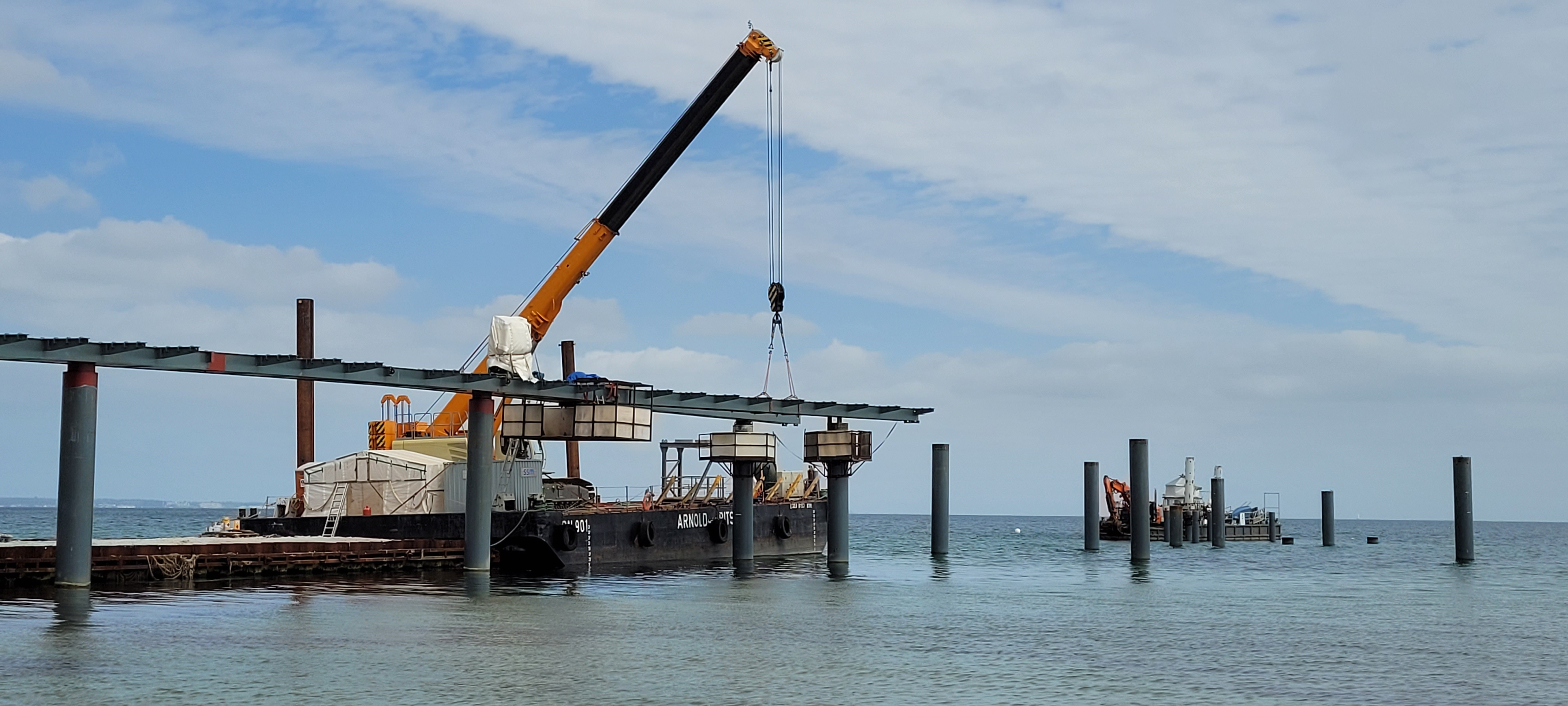
Mai 2023: Montage des Verzweigungssegments des Stahlhohlkastens
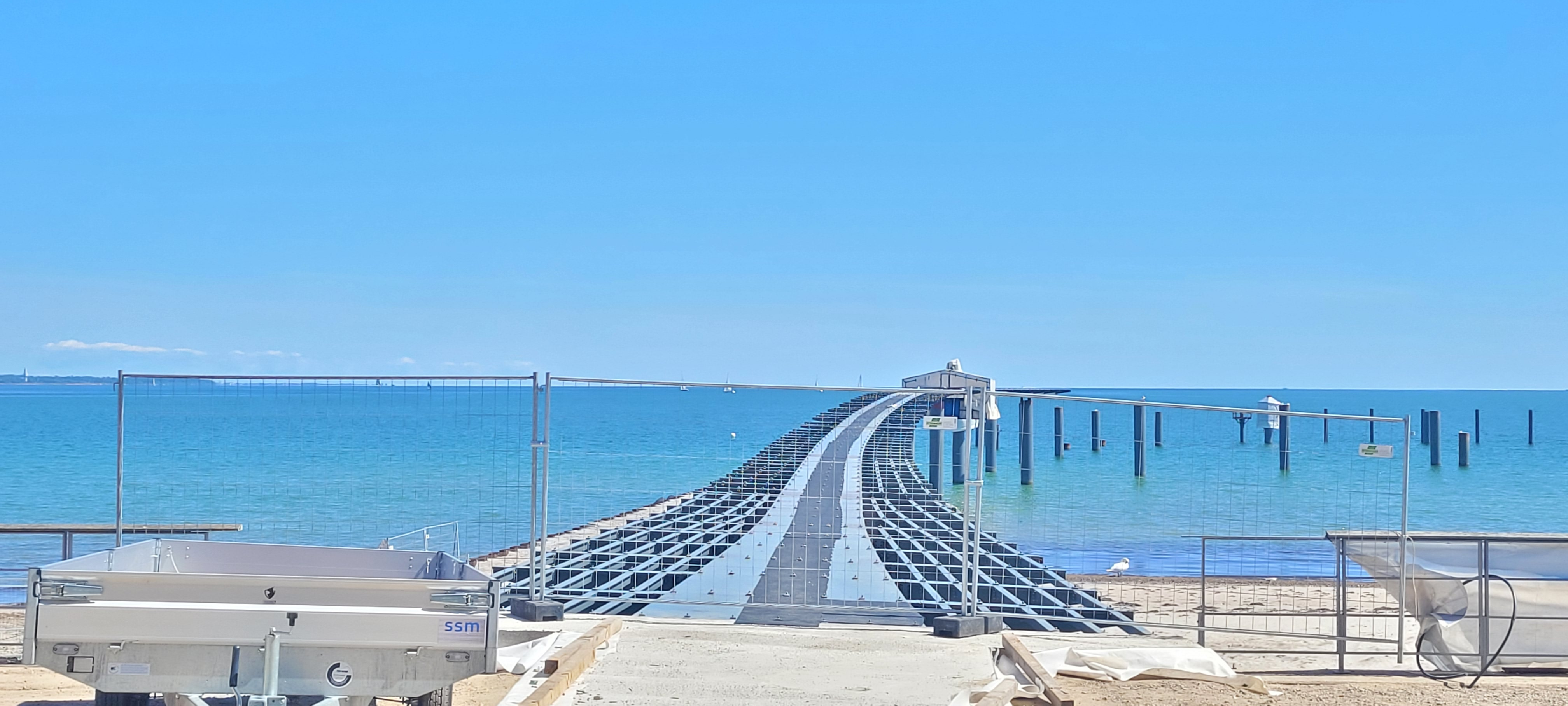
Juni 2023: Blick vom Vorplatz: Stahlhohlkasten mit Kragarmen zum Teil montiert

Kurz vor der Fertigstellung der neuen Seebrücke, in der Nacht vom 21. zum 22. Mai 2024, hatte sich bei starkem Seegang ein 32 × 13,5 Meter großer und 190 Tonnen schwerer Arbeitsponton aus seiner Verankerung gerissen und wurde gegen die neue Brücke getrieben, wo er sich an der Brücke verkeilte. Der Ponton schlug dabei leck, lief teilweise voll Wasser und geriet dadurch in Schieflage. Die ersten Bergungsversuche des Pontons scheiterten. Erst durch den Einsatz des Schwimmkrans Enak, der aus Bremerhaven antransportiert werden musste, konnte am 1. Juni 2024 die Bergung der Plattform nach eineinhalb Wochen der Havarie abgeschlossen werden. Trotz der massiven Einwirkungen der Kollision hatte die Standfestigkeit der Brücke keinen Schaden genommen.
Von Reedereien gibt es Kritik an der neuen Brücke, da diese zum Anlegen für Bäderschiffe aufgrund der ungünstig konzipierten Anlegestelle nicht geeignet ist.

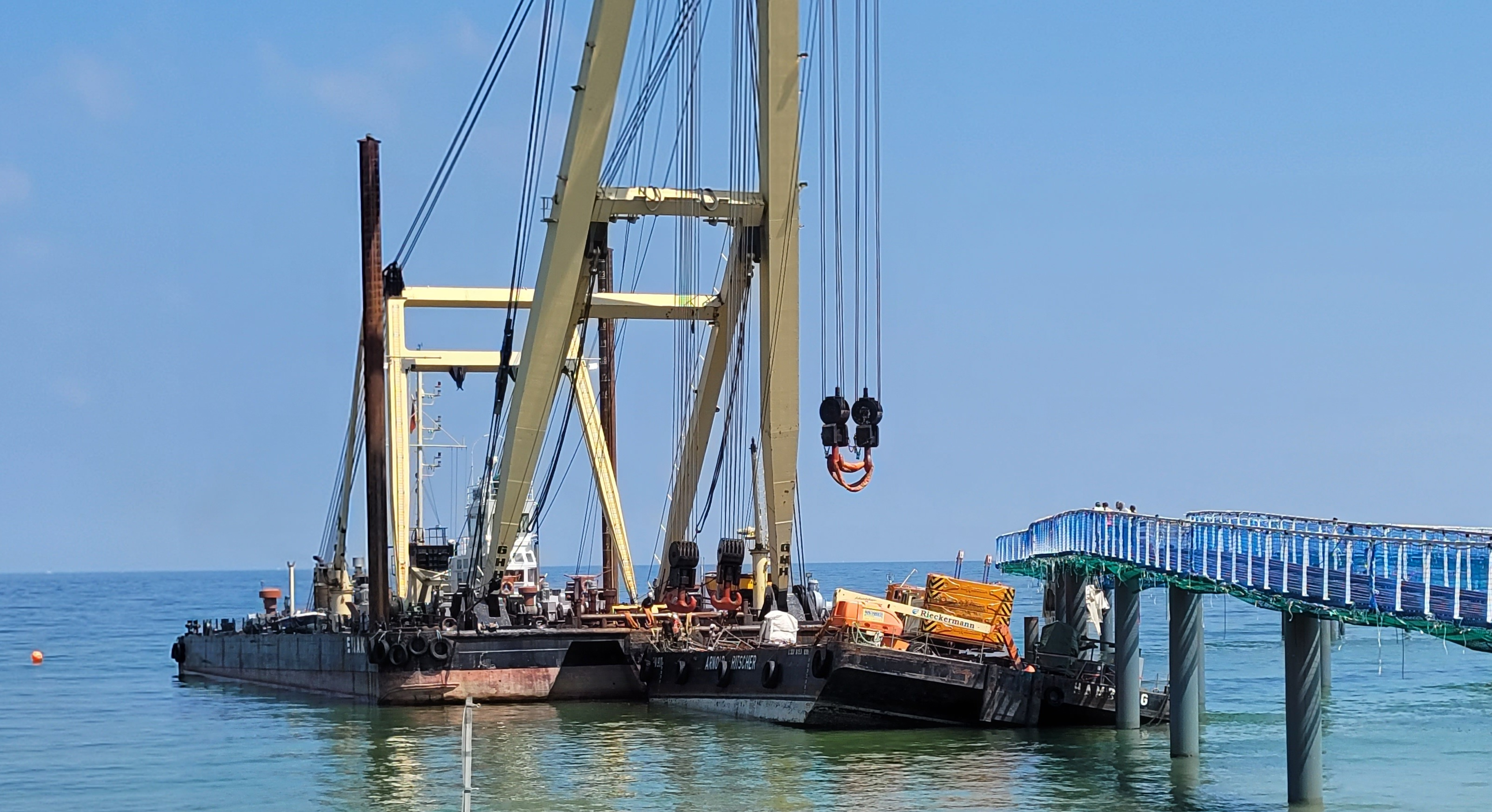
Arbeitsponton verkeilt an der Seebrücke
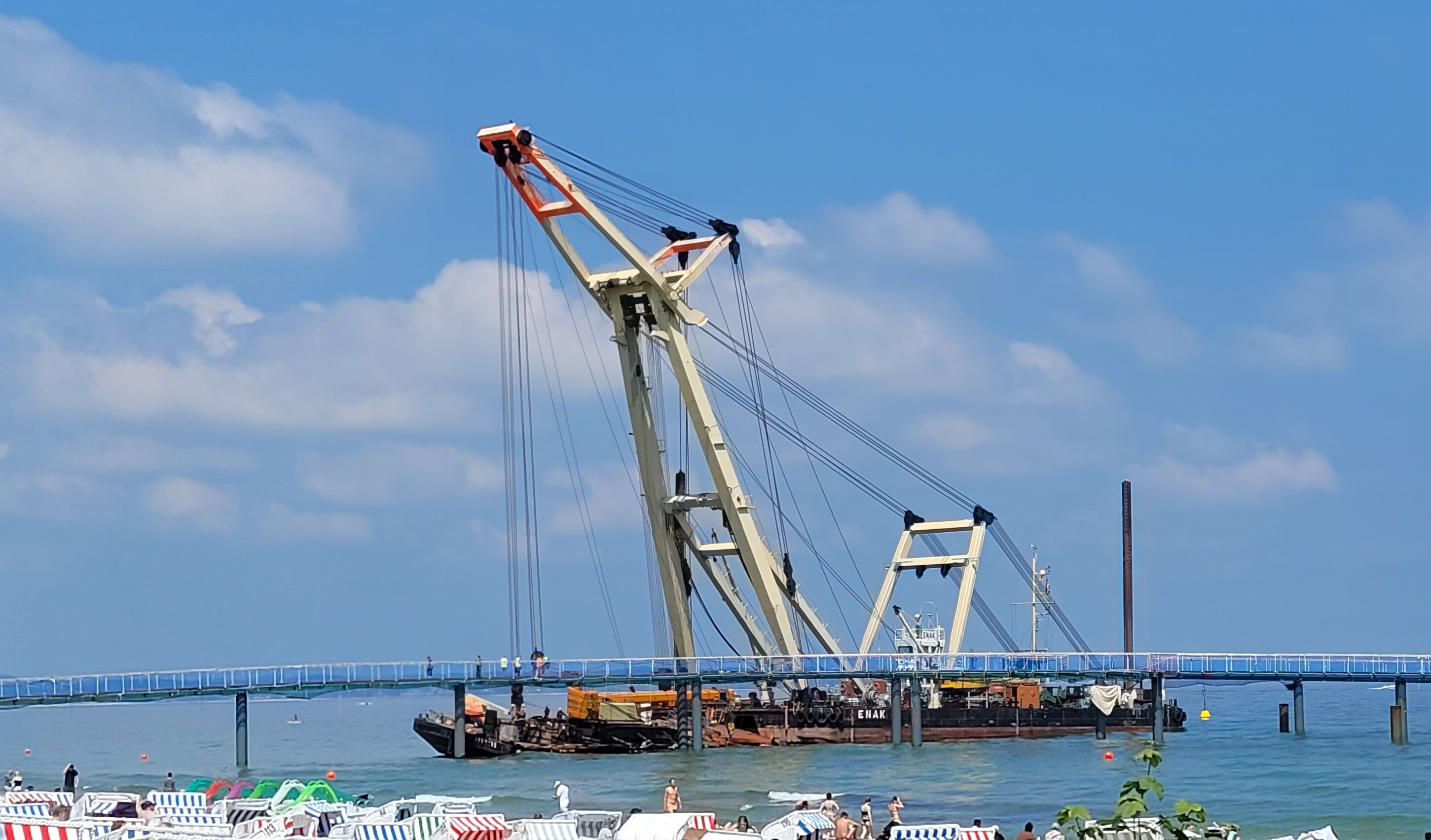
Bergung Arbeitsponton mittels Schwimmkran

## Vorgängerbrücken

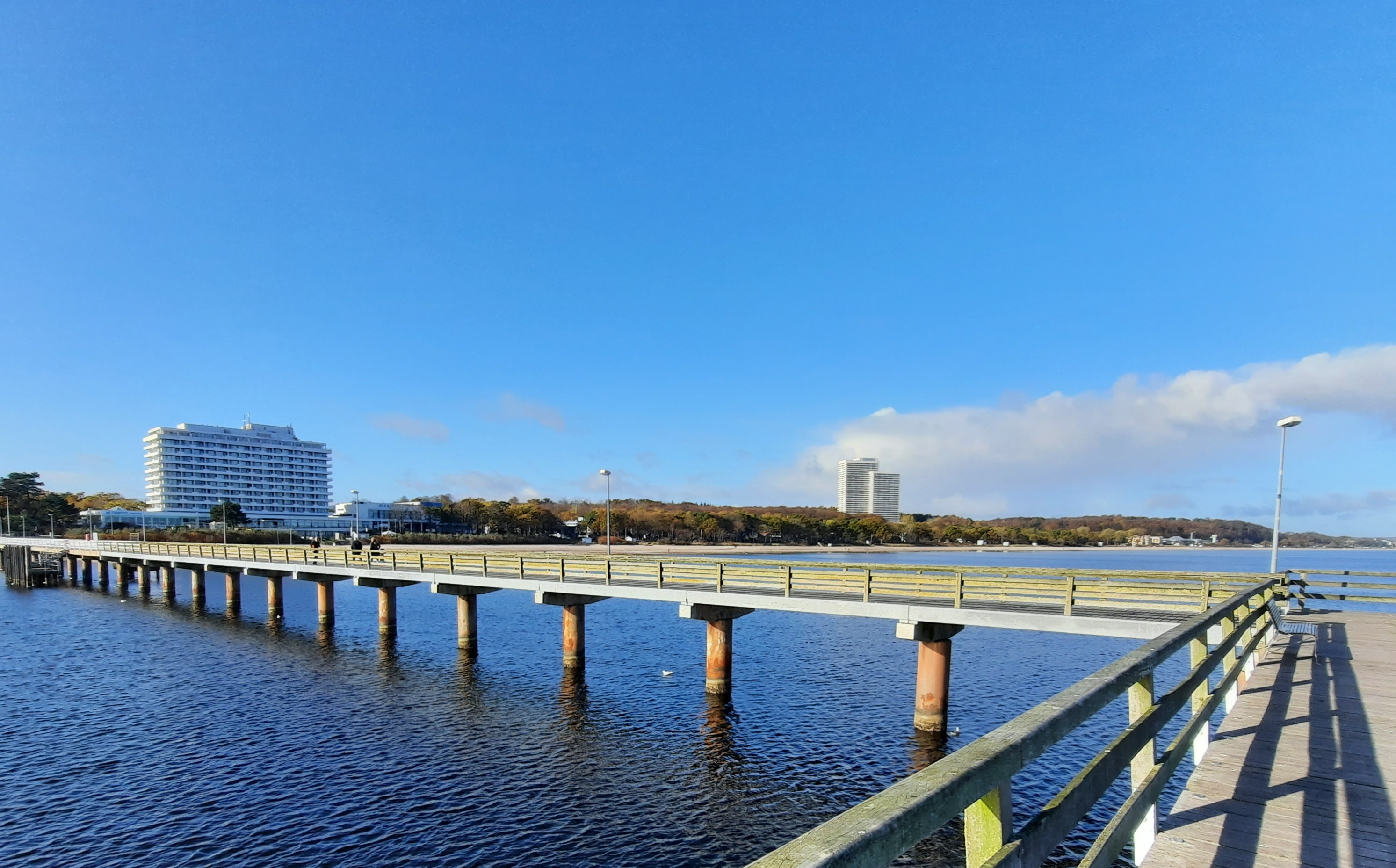
Die 2021 abgerissene Maritim Seebrücke, im Hintergrund das Hotel Maritim, im Jahr 2020

Die erste Seebrücke vor Denkers Kurhotel, heute dem Maritim Seehotel, wurde 1909 vom oldenburgischen Großherzog eingeweiht, Timmendorfer Strand gehörte in der Zeit zum Großherzogtum Oldenburg mit seiner Regierung in Eutin. Die Bäderschiffe, die zwischen Travemünde und den oldenburgischen Seebädern bereits verkehrten, konnten jetzt an der Brücke anlegen und die Passagiere aufnehmen. Bisher war die Aufnahme bzw. das Absetzen der Passagiere nur vom Strand per Ausbootung möglich. Im selben Jahr wurde auch die 220 Meter lange Niendorfer Seebrücke eröffnet. Eis und Schnee setzten den Brücken jeden Winter schwer zu, einige Male brach die Timmendorfer Seebrücke sogar auseinander. Fast jedes Frühjahr waren erhebliche Reparaturen notwendig.
Die im Jahr 1976 errichtete 275 Meter lange Seebrücke wurde nach 44 Jahren ihres Bestehens wegen ihres schlechten Bauzustandes – und dadurch dem Ablauf der Nutzungsgenehmigung – im Jahr 2021 abgerissen.

## Namensgebung
Die Seebrücke ist benannt nach der Maritim Hotelkette, deren Gründungshaus unmittelbar vor der Brücke steht.